# Sten Lundin
Sten Lundin   (Estocolm, 20 de novembre de 1931 - 3 de juny de 2016) fou un pilot de motocròs suec, guanyador de dos Campionats del Món de motocròs en la categoria de 500cc i membre de l'equip suec que guanyà el Motocross des Nations de 1955. Durant uns pocs anys, a començaments de la dècada del 1960, compaginà el motocròs amb l'automobilisme.

## Trajectòria esportiva

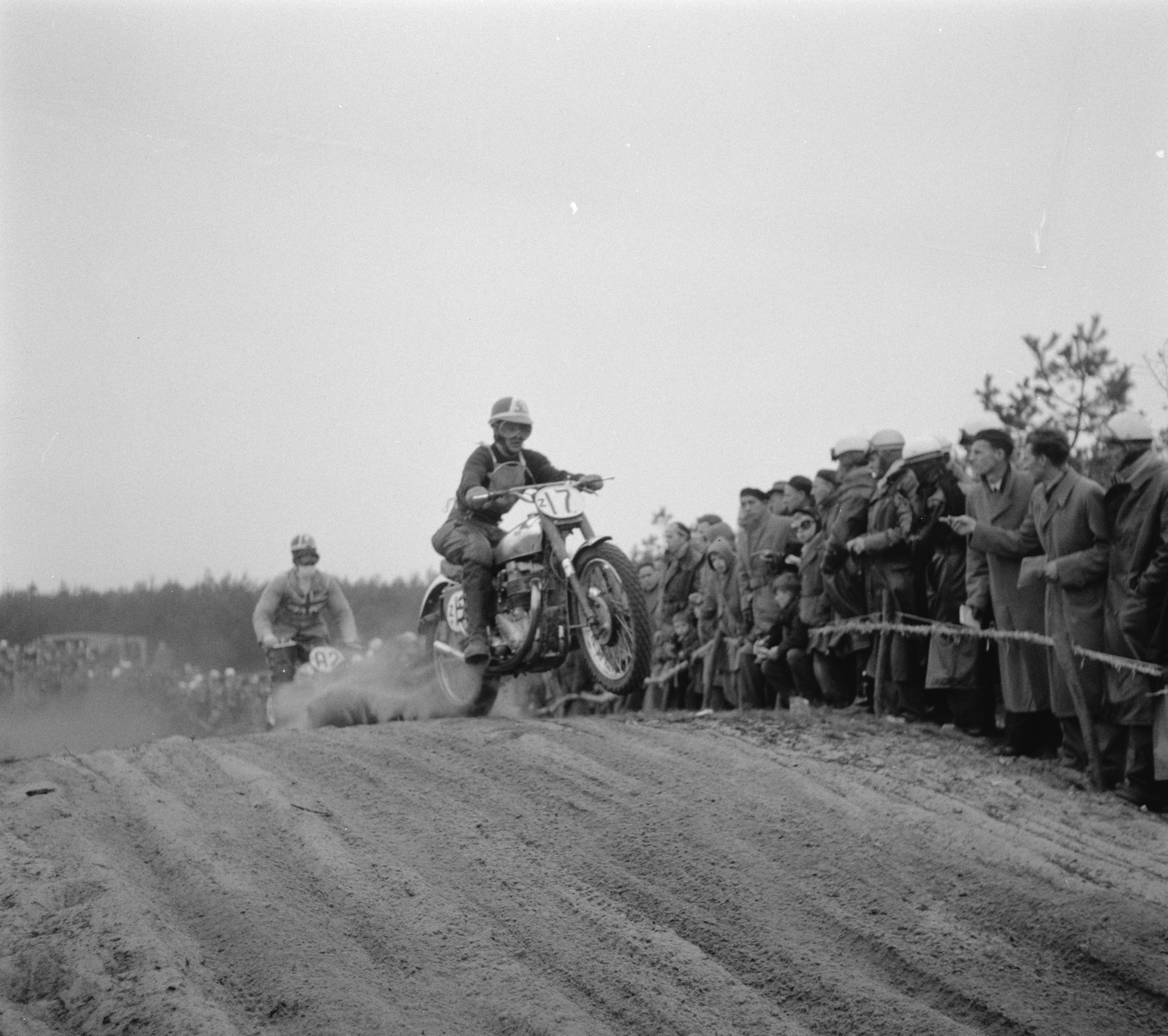
Lundin davant de Leslie Archer en un motocròs als Països Baixos el 1956

Conegut popularment com a Storken ("cigonya"), Lundin va començar a competir de ben jove, el 1949, amb una AJS de 350 cc que no tenia suspensió posterior. Aviat va arribar a un acord amb el fabricant italià Ceriani perquè li fabriqués forquilles anteriors per a les seves motos. Més tard, Ceriani va produir forquilles per a nombroses marques de motocicletes de renom internacional, fins que va acabar tancant el 1980. La major part de la seva carrera esportiva, Lundin va córrer amb l'equip Uppsala MCK.
El 1955, Lundin acabà tercer al Campionat d'Europa de motocròs (el mundial no s'instaurà fins al 1957), dos punts per darrere del campió John Draper i un punt per darrere del seu compatriota Bill Nilsson. Amb la BSA aconseguí dues victòries, concretament a Itàlia i Països Baixos. Gràcies a la seva victòria al Gran Premi d'Itàlia d'aquell any, celebrat a Imola, Lundin esdevingué el primer suec a guanyar un Gran Premi de motocròs a l'estranger (durant la seva carrera va guanyar tres vegades en aquell país, la darrera d'elles el 1965).
Després d'un quart lloc al campionat de 1956, va passar de BSA a Monark, marca amb què acabà tercer als mundials de 1957 (el primer mai disputat) i 1958. Finalment, el 1959 va aconseguir el seu primer títol mundial, títol que va revalidar el 1961 amb la mateixa motocicleta, rebatejada ara com a Lito. Aquell any, al costat del pilot de speedway Ove Fundin, Lundin va ser un dels dos guanyadors de la medalla d'or del Svenska Dagbladet (un prestigiós premi anual atorgat per aquest diari al millor esportista suec de la temporada).
Després del seu darrer títol mundial, Lundin va aconseguir més èxits al mundial, especialment un subcampionat i dos tercers llocs finals entre el 1962 i el 1964. La seva carrera internacional en aquest esport s'allargà encara uns anys més, com a mínim fins al 1966.

### Automobilisme (1963-1966)
El 1963, Sten Lundin va debutar en curses d'automobilisme i aquell mateix any va ser segon al campionat de Finlàndia, a Riihimäki, amb un Volkswagen 1500. Durant la seva carrera automobilística va participar en diversos ral·lis, entre ells el Midnattssolsrallyt de 1965 i 1966. Al Ral·li RAC de 1965, on va acabar vuitè de la general, va aconseguir una victòria d'etapa amb un Volkswagen 1600TL. També va participar en ral·lis a Noruega. El 1966, el seu darrer any com a pilot d'automòbils, va participar al Rallye dei Fiori dels Alps italians amb un Renault.

### Retirada
Lundin es va retirar de la competició motociclista cap al 1972. Uns anys més tard, l'antic Campió del Món Torsten Hallman, que havia fundat una societat anomenada Hallman & Eneqvist Motor AB, contactà amb ell i entre tots dos dissenyaren, el 1976, una nova Yamaha de motocròs amb motor de 500 cc de quatre temps. Batejada com a HL 500 i pilotada per Bengt Åberg, aquesta moto debutà en el Campionat del Món de 1977 aconseguint-hi la novena plaça final.
Un cop jubilat, Lundin es va dedicar, entre altres coses, a col·leccionar motos antigues, entre elles moltes de les que havia pilotat durant la seva etapa d'activitat. La seva peça més antiga era un Royal Enfield 500 cc de quatre temps de la dècada del 1930, una moto que va adquirir quan tenia 16 anys. Sovint, acostumava a participar en esdeveniments de motocròs "vintage".
El 2002, el servei de correus suec li va dedicar un segell, dins la sèrie Sverige Motocross (motocròs suec), on se'l veu pilotant la seva Monark a finals de la dècada del 1950.

## Palmarès internacional

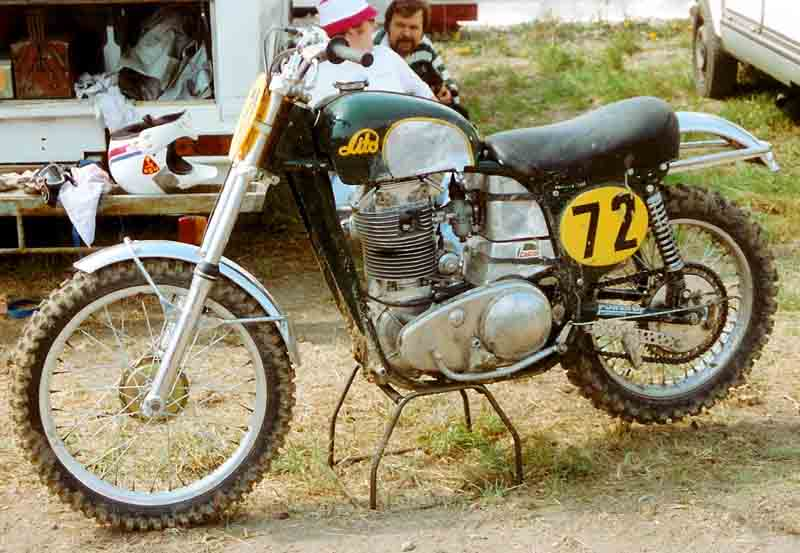
Una Lito 500 cc de 1962, semblant a la que pilotà Lundin aquell any

| Any          | Motocicleta       | 500cc | MXDN |
| ------------ | ----------------- | ----- | ---- |
| 1955         | BSA               | 3r    | 1r   |
| 1956         | BSA               | 4t    |      |
| 1957         | Monark            | 3r    |      |
| 1958         | Monark            | 3r    |      |
| 1959         | Monark            | 1r    |      |
| 1960         | Monark            | 2n    |      |
| 1961         | Lito              | 1r    |      |
| 1962         | Lito              | 3r    |      |
| 1963         | Lito              | 2n    |      |
| 1964         | Lito              | 3r    |      |
| 1965         | Matchless-Métisse | 5è    |      |
| Total títols | Total títols      | 2     | 1    |

Notes
1. ↑  La classificació consignada a MXDN fa referència a la posició final obtinguda per l'equip estatal
2. ↑  Fins al 1956 inclòs no existia el Campionat del Món de 500 cc, ans el Campionat d'Europa